# Гурас, Яннис
Яннис Гурас (греч. Γιάννης Γκούρας; 1771 — 1 октября 1826, Афины) — известный греческий военачальник, участник Освободительной войны Греции 1821—1829 годов.

## Биография

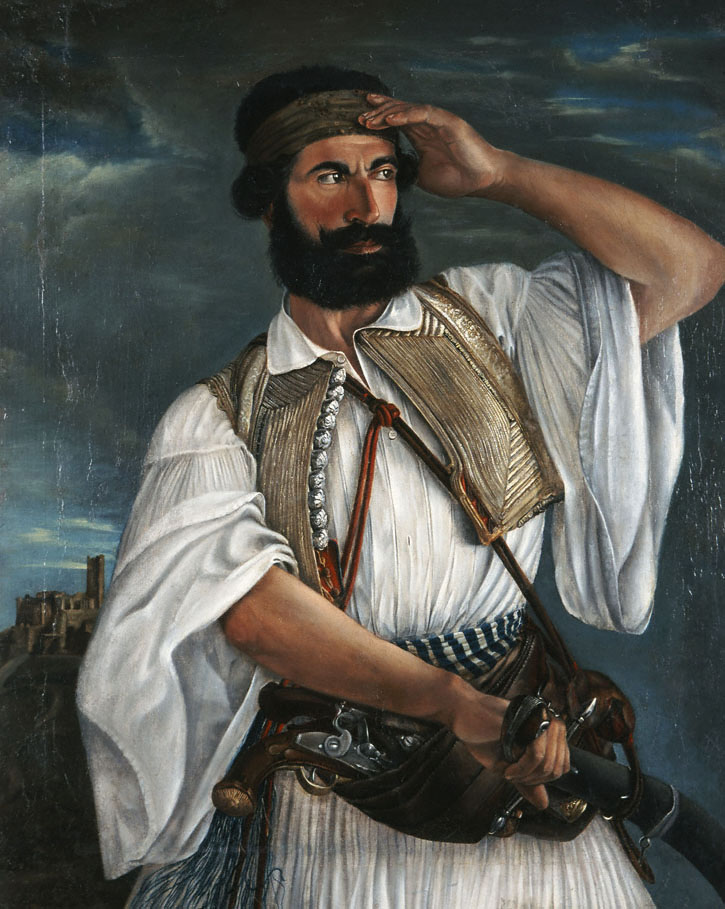
Филиппос Маргаритис. Портрет капитана Гураса

Яннис Гурас родился в селе Марвилоне[уточнить] в Парнасской области. С детского возраста умело обращался с оружием. Его двоюродный брат, Панурьяс принял его еще мальчиком в свой отряд. Панурьяс посвятил его и в «Филики Этерия». За 3 года до восстания Одиссей Андруцос принял его в свой отряд и сделал его своим адъютантом.

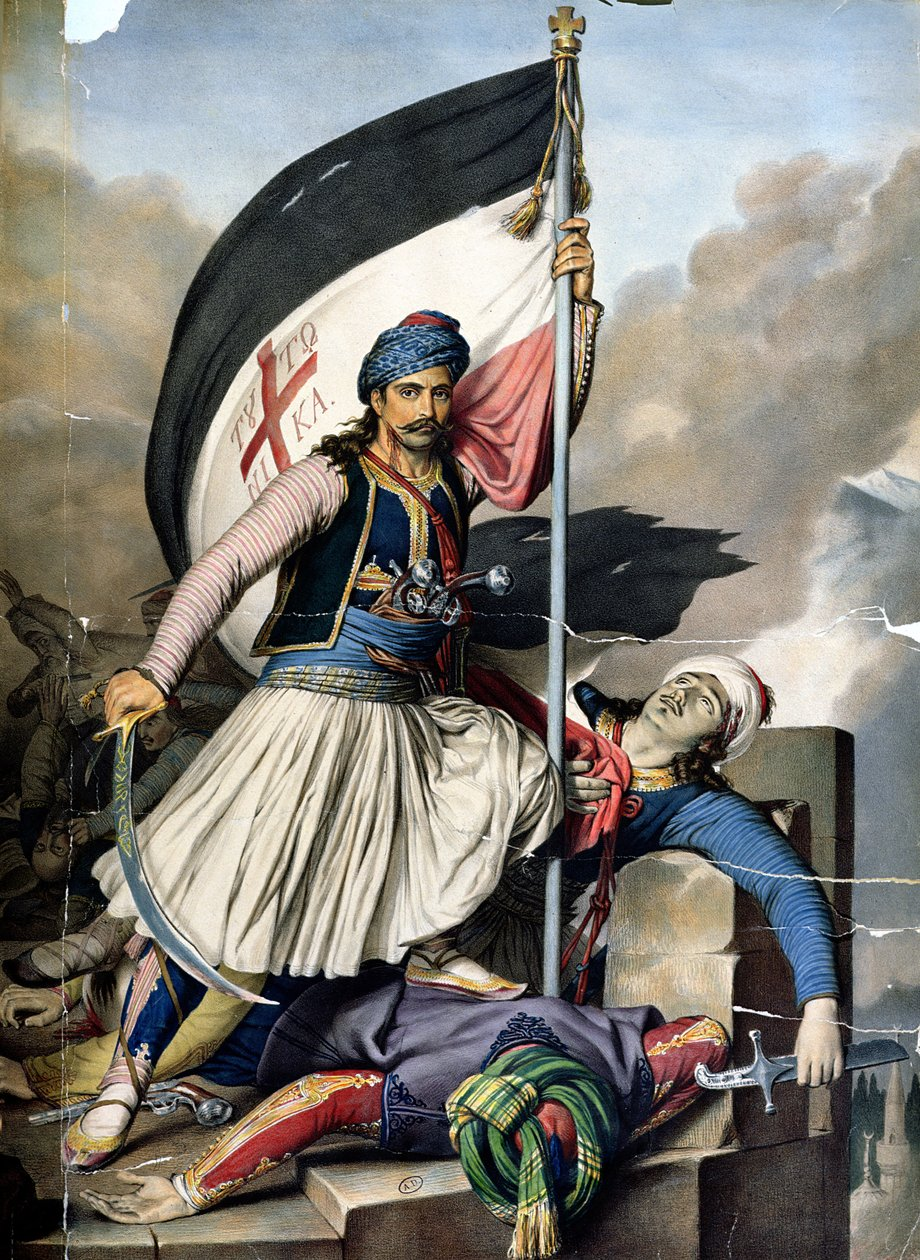
Луи Дюпре. Грек водружает знамя на стенах Салоны

С началом Греческой революции, в марте 1821 года участвовал во главе отряда 400 повстанцев во взятии города и крепости Салоны (Амфисы). Под командованием Одиссея Андруцоса участвовал и отличился в битве при Гравье.
Гурас прославился в сражении при Василике в августе 1821 года, после чего стал самостоятельным военачальником.
В 1822 году был назначен комендантом Афинского Акрополя.
В июле 1824 года одержал победу над пятикратными силами Омер-паши Каристского в сражении при Марафоне, на том же поле где в древности произошла Битва при Марафоне.
К сожалению, его слава в дальнейшем была запятнана. Греческие политики, особенно Александр Маврокордатос использовали Гураса в своих интригах против Одиссея Андруцоса и других военачальников.
В 1825 году Гурас был назначен командующим силами Средней Греции, вместо Андруцоса. Гурас арестовал Андруцоса 7 апреля 1825 года и держал его под арестом на Акрополе. 7 июня люди Гураса убили его бывшего командира, якобы при попытке к бегству.
Сам Гурас погиб 1 октября 1826 года, когда турки осадили Афинский Акрополь.
При всей сомнительности славы последних лет жизни Гураса, одного лишь сражения при Василика достаточно, чтобы оставить Гураса в Пантеоне героев Греческой революции.